# Bachianas Brasileiras n.º 5

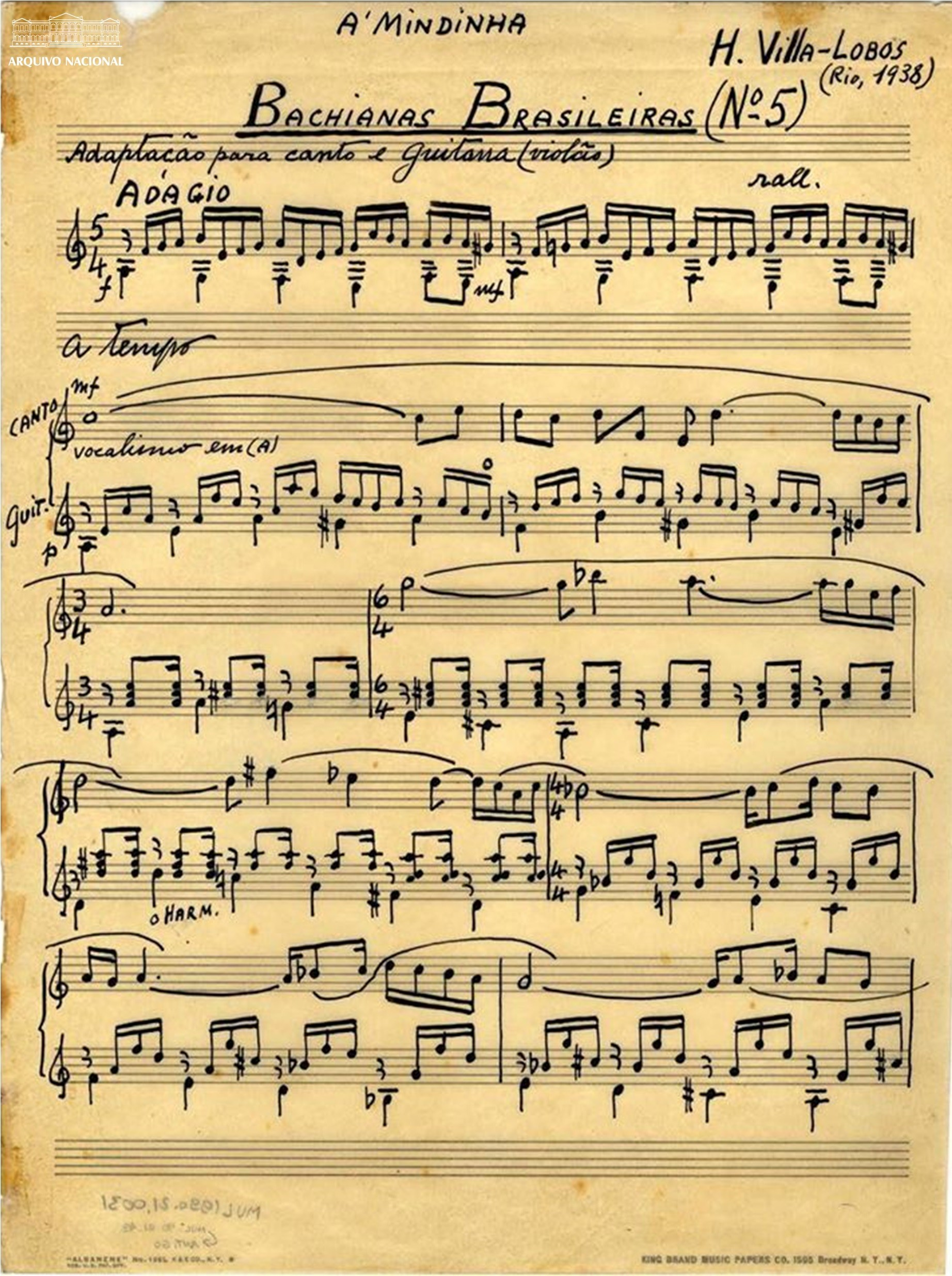
Bachianas brasileiras nº 5 composta por Heitor Villa-Lobos, dedicada à Arminda Villa-Lobos, 1938.

Bachianas Brasileiras n.º 5, ou simplesmente Bachianas n.º 5, é uma composição clássica escrita por Heitor Villa-Lobos para uma combinação instrumental mais camerística, quer seja, para uma soprano e um conjunto de oito violoncelos. Trata-se da composição clássica brasileira mais conhecida no mundo, especialmente o primeiro movimento.
A obra tem apenas dois movimentos: a famosa Aria (Cantilena) que foi composta em 1938, sobre texto de Ruth Valadares Corrêa, e estreada em 25 de março de 1939, no Rio de Janeiro, com a própria Ruth Valadares sob a regência de Villa-Lobos; e o segundo movimento, Dança (Martelo), composto apenas em 1945, sobre texto do poeta Manuel Bandeira. Ou seja, percebe-se que Villa-Lobos escreveu esta composição em duas etapas. A segunda parte foi composta após Villa-Lobos ter composto a última de suas Bachianas Brasileiras, a de número nove.
A versão completa das Bachianas Brasileiras nº 5 foi estreada no dia 10 de outubro de 1947, em Paris, com a soprano Hilda Ohlin e regência do próprio  Villa-Lobos. Neste mesmo ano, o compositor faria ainda uma versão da Ária, para soprano e violão e, em 1948, da obra completa, para soprano e piano.

## Primeiro Movimento
O primeiro movimento "Aria (Cantilena) - Adagio" foi dedicado a Arminda Villa-Lobos. A letra deste movimento é de Ruth Valadares Corrêa, e a composição possui semelhanças com obras como a "Ária" de Bach e o "Vocalise" de Rachmaninov. Ruth Valadares também foi a cantora do movimento durante sua estréia em 1939, sob condução do próprio Villa-Lobos.

### Acusação de Plágio
A partitura que se conhece deste movimento dá crédito a letra para Ruth Valladares Corrêa, que cantou na primeira audição. Ao jornal A Noite, em 20 de março de 1939, o baiano Altamirando de Souza afirmou que Villa-Lobos ouvira um de seus poemas em 1938 e, um mês depois, o procurara dizendo que “aproveitaria” um deles numa peça. Mas, por não ter recebido o devido crédito, acusou Villa-Lobos de plágio.
O caso foi julgado em abril de 1939, mas Villa-Lobos já havia providenciado uma outra letra para esta composição, a de Ruth Valladares Corrêa.
Para Marisa Gandelman, advogada especialista em direitos autorais na música, “poetas musicados por Villa-Lobos, parece, se sentiram honrados ou não se preocupavam com isso. Era uma informalidade criativa. Há pelo menos outro caso com Villa-Lobos, a querela com o poeta Catulo da Paixão Cearense pelo uso de ‘Rasga o Coração’ nos ‘Choros n.° 10’.”
Mais tarde, Altamirando de Souza também seria acusado de plágio pelo alagoano Jayme de Altavilla, que apontou a “apropriação indébita” de seu soneto “Você” – publicado por Altavilla na revista Fon-Fon em 1926, e reproduzida por Altamirando em fevereiro de 1939.
Em 2019, a partitura original foi descoberta, e nela pode ser percebido que Villa-Lobos dava sim os devidos créditos a Altamirando de Souza, mas, pelo que parece, eles não foram prensados nos discos de vinil.

## Segundo Movimento
O segundo movimento "Dança (Martelo) - Allegretto" possui letra do poeta Manuel Bandeira, apresentada em 1945. Dois anos mais tarde, estreou em Paris.
Ao colocar o termo “Martelo” nesta segunda seção, Villa-Lobos se refere não a um tipo de dança nordestina, mas sim a um estilo poético conhecido como Martelo, que é uma das modalidades mais antigas na literatura de cordel.